# Brixen
För andra betydelser, se Brixen (olika betydelser).
Brixen (tyskt uttal: [ˈbrɪksn̩]
 ( lyssna), italienska: Bressanone [bressaˈnoːne], ladinska: Porsenù eller Persenon [pəʀsəˈnɔŋ]) är en stad och kommun i provinsen Sydtyrolen i regionen Trentino-Sydtyrolen i norra Italien. Den är belägen cirka 40 kilometer norr om Bolzano. Det är provinsens kulturella huvudstad och även dess äldsta stad, omnämnd första gången år 901. Staden var biskopssäte från år 1179 till 1964.
Brixen var furstbiskoplig residensstad fram till 1803, då furstbiskopsdömet Brixen sekulariserades och annekterades av Kejsardömet Österrike. 1919 blev staden en del av Italien. Brixen hette ursprungligen Brixina och var den rätiska folkgruppen brixenetes största stad.
Kommunen har 23 002 invånare (2024), på en yta av 84,70 km². Enligt 2024 års folkräkning talar 72,61 % av befolkningen tyska, 26,03 % italienska och 1,36 % ladinska som modersmål.

## Orter
Orter (località) i kommunen Brixen med fler än 20 invånare (inom parentes invånarantal 2021):

- Albeins/Albes (447)
- Brixen/Bressanone (18 375)
- Elvas (415)
- St. Georgen in Afers/San Giorgio di Eores (148)
- St. Leonhard/San Leonardo (58)
- St. Andrä/Sant'Andrea in Monte (858)
- Sarns/Sarnes (222)
- Tschötsch/Scezze (112)
- Tils/Tiles (103)
- Klerant/Cleran (94)
- Mellaun/Meluno (78)
- Pinzagen/Pinzago (165)
- Mairdorf/Villa (59)
- Oberafers/Eores di Sopra (54)
- Unterkarnol/Cornale di Sotto (28)